# Bispora effusa
Bispora effusa är en lavart som beskrevs av Peck 1891. Bispora effusa ingår i släktet Bispora, divisionen sporsäcksvampar och riket svampar.   Inga underarter finns listade i Catalogue of Life.